# Jesús Aranguren Merino

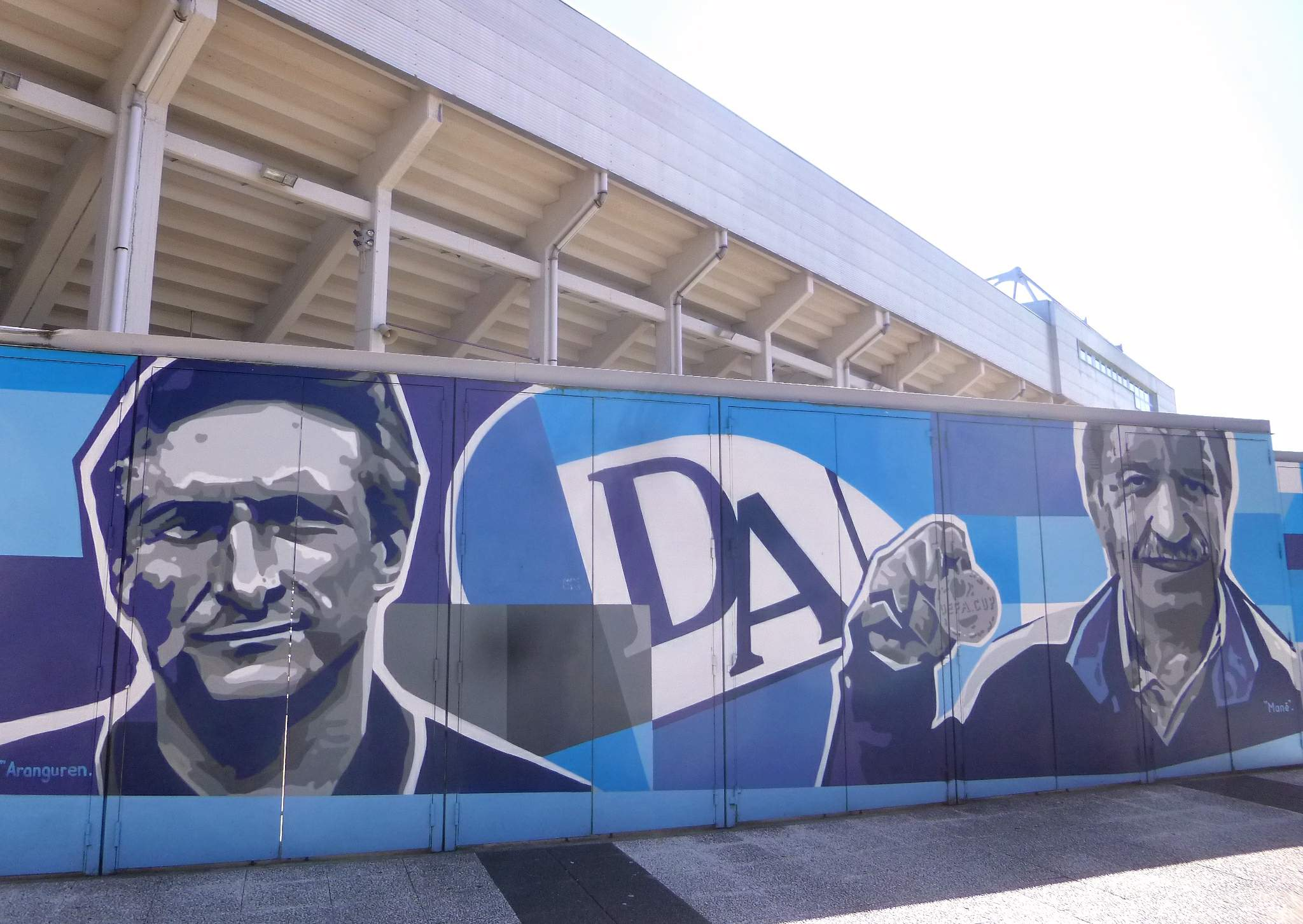
Mural en honor a Aranguren a l'Estadi de Mendizorroza, camp del Deportivo Alavés (Vitoria).

Jesús 'Txutxi' Aranguren Merino (26 de desembre de 1944 - 21 de març de 2011) va ser un jugador i entrenador de futbol basc.
Els seus 13 anys de carrera professional van estar vinculats exclusivament a l'Athletic Club, amb el qual va jugar, com a defensa, prop de 400 partits oficials, guanyant dos trofeus de Copa del Rei.

## Carrera com a jugador
Nascut a Portugalete, Biscaia, Aranguren es va incorporar a l'equip juvenil de l'Athletic Club amb 16 anys, procedent del veí Sestao Sport Club. El 18 de novembre de 1962, un mes abans del seu 18è aniversari, va debutar amb el primer equip i a la Liga, jugant tota la victòria a casa per 2-1 contra el Córdoba CF i va acabar la seva primera temporada amb 18 partits.
Aranguren seria una important unitat defensiva de l'Athletic en les 11 campanyes següents, començant com a titular en 225 dels 229 partits que va disputar a la lliga i contribuint a guanyar dos trofeus de Copa del Rei. Després de no participar en la temporada 1974–75, es va retirar del futbol, amb només 30 anys; durant la seva etapa amb el club va marcar cinc gols en pròpia porta a un altre company mític, José Ángel Iribar.

## Carrera com a entrenador
Aranguren va començar a dirigir el seu únic club, dirigint-se primer els juvenils i després els filials. Posteriorment, va passar nou temporades a segona divisió, començant per un altre conjunt local, el Deportivo Alavés, i assolint l'ascens l'any 1987 amb el CD Logroñés, primer cop en la història dels riojans; també sota la seva direcció, van aconseguir conservar el seu estatus la temporada següent.
Després d'un any amb l'Sporting de Gijón, Aranguren va dirigir l'Athletic Club durant quinze partits la temporada 1991–92, després de la destitució del seu antic company d'equip Iñaki Sáez. Amb sis victòries, dos empats i set derrotes, finalment va situar l'equip fora de la zona de descens (14a posició).
El 1994, Aranguren va tornar a l'Alavés, guanyant l'ascens en el seu primer any, la temporada 1994-95 a Segona B, i romandre amb l'equip durant dues temporades més, la segona va acabar el 16 de febrer de 1997 després d'una derrota a casa per 2-3 contra el RCD Mallorca. En els anys següents, va treballar principalment amb l'equip B de l'Alavés; no obstant això, el 29 d'abril de 2003, va substituir Mané al capdavant de la primera plantilla durant els set partits finals de la campanya, que van acabar amb el descens de màxima categoria.

## Mort
Aranguren es va retirar de la direcció l'any 2005, per tenir cura de la seva dona malalta. El 21 de març de 2011, mentre l'acompanyava a una revisió a l'Hospital Cruces de Barakaldo, va sucumbir a un atac de cor, morint als 66 anys.

## Palmarès

### Jugador
Athletic de Bilbao
- Copa del Generalíssim: 1969, 1972–73; Subcampió 1965–66, 1966–67

### Entrenador
Alavés
- Segona Divisió B: 1994–95